# Autoridad Monetaria de Singapur
La Autoridad Monetaria de Singapur (en inglés: Monetary Authority of Singapore, Abreviatura: MAS; chino: 新加坡金融管理局; Malayo: Penguasa Kewangan Singapur) es el banco central de Singapur.

## Historia
Fue creado en 1971 para supervisar diversas funciones monetarios asociadas con la banca, así como las finanzas. Antes de su creación, las funciones monetarias fueron realizadas por departamentos y organismos gubernamentales.
Mientras Singapur progresaba, las demandas de un sistema monetario y ambiente bancario cada vez más complejo racionalizaron las funciones para facilitar el desarrollo de una política más dinámica y coherente en el ámbito monetario. Por lo tanto, en 1970, el Parlamento aprobó la ley Monetary Authority of Singapore Act que conduce a la formación del MAS el 1 de enero de 1971. La Ley MAS le da a MAS la autoridad para regular todos los elementos de la banca monetaria, y los aspectos financieros de Singapur.
El MAS tiene poder para actuar como un banquero y agente financiero del Gobierno. También se ha encargado de promover la estabilidad monetaria, de crédito y políticas de cambio favorables al crecimiento de la economía.
Sin embargo, a diferencia de muchos otros bancos centrales como el Sistema de Reserva Federal o del Banco de Inglaterra, el MAS no regula el sistema monetario a través de la tasa de interés para influir en la liquidez en el sistema. En su lugar, elige hacerlo a través del mecanismo de cambio de divisas. Lo hace mediante la intervención en el mercado de SGD.
En abril de 1977, el Gobierno decidió reglamentar la industria de seguros. Las funciones de reglamentación en virtud de la Ley de la Industria de Valores (1973) también fueron trasladados al MAS en septiembre de 1984.
Durante la pandemia de COVID-19, el MAS adelantó su reunión bianual de algún momento de abril al 30 de marzo.

## Función
El MAS ahora administra los diferentes estatutos relacionados con el dinero, la banca, seguros, valores y el sector financiero en general. Tras su fusión con la Board of Commissioners of Currency el 1 de octubre de 2002, el MAS también ha asumido la función de emisión de moneda.